# 中国化工
中国化工株式会社（ちゅうごくかこう、英: CHUGOKUKAKO CO.,LTD.）は、岡山県倉敷市に本社を置く粘着テープの製造を行う日本触媒の関連会社である。

## 沿革
- 1950年（昭和25年）11月 - 中国コルク有限会社を設立。
- 1952年（昭和27年） 3月 - 中国コルク工業株式会社を設立。中国コルク有限会社を吸収し、東京出張所を開設。
- 1967年（昭和42年） 9月 - 中国化工株式会社に社名変更。
- 1969年（昭和44年） 5月 - 資本金を7,500万円へ増資。
- 1976年（昭和51年） 3月 - 株式会社日本触媒の関連会社となる。
- 1984年（昭和59年）10月 - 粘着テープの生産開始。
- 1990年（平成 2年） 5月 - 真球均一径樹脂微粒子の製造開始。

## 関連会社
- 日本触媒